# Левковка (Архангельська область)
Левковка (рос. Левковка) — присілок в Приморському районі Архангельської області Російської Федерації.
Населення становить 30 осіб. Входить до складу муніципального утворення Заостровське поселення.

## Історія
Від 2004 року входить до складу муніципального утворення Заостровське поселення.

## Населення
| 2002 | 2010 | 2012 |
| ---- | ---- | ---- |
| 22   | ↗27  | ↗30  |